# Хвойницкий, Анатолий Владимирович
Анато́лий Влади́мирович Хвойни́цкий (15 апреля 1957 года, Рига) — композитор, пианист, автор-исполнитель песен, продюсер.

## Биография
Анатолий Владимирович Хвойницкий родился 15 апреля 1957 года в городе Рига в семье судебного медика Нины Хвойницкой и известного советского и латвийского композитора Владимира Хвойницкого.
C детства, вопреки желанию родителей, категорически отказывался заниматься музыкой, предпочитая профессиональные занятия футболом и шахматами, в которых дошёл до первого взрослого разряда. В одной из шахматных партий, мальчик сделал ничью с самим Михаилом Талем.
Анатолий Хвойницкий учился в знаменитой рижской 23-й школе (Ломоносовская гимназия). Чуть-чуть не дотянул до золотой медали, чему был очень огорчён. Ещё в школе организовывал различные музыкальные коллективы и возглавлял художественную самодеятельность.
Свою первую самостоятельную песню «Каждый вечер» написал в возрасте 14 лет.
В детстве часто был первым слушателем песен своего отца, Владимира Хвойницкого, c которым впоследствии написал совместно несколько песен: «Нарисую я Жар-птицу», «Рижское ГАИ» и др.
В 18 лет Анатолий написал музыку и слова песни «Моей маме», которая долгое время была чисто «домашней песней», но в 2000 году была спета самим автором и впоследствии включена в его двойной авторский альбом «Судьба-проказница».
Закончив школу, поступил и успешно закончил Рижский политехнический институт по специальности «Прикладная математика». После окончания ВУЗа практически не работал по специальности — организовал музыкальный театр и агитбригады.
C первых дней кооперативного движения, Анатолий Хвойницкий создаёт свою фирму по продюсированию артистов и организации концертов в Риге.
В начале 80-х годов работал музыкантом-клавишником в различных ресторанах Риги и Юрмалы.
После этого долгие годы жизнь Анатолия профессионально не была связана с музыкой — он в разное время реализовывал различные бизнес-проекты. В том числе, в 1989 году создал картинную галерею «AVERS» (ныне — «ANTEX GALLERY»). Сегодня художественная коллекция фонда галереи насчитывает более 500 произведений современного искусства — картин и графики.
После ухода из жизни отца, Анатолий Хвойницкий создал благотворительный Фонд его памяти и дал новую жизнь более чем 600-м песням Владимира Хвойницкого. В то же время начал свою работу Продюсерский центр и студия звукозаписи.
В 2004 году после долгого перерыва вернулся к творчеству и написал песню «Отец и дочь», которую спел дуэтом со своей тогда 9-летней дочерью Кариной (ныне известная певица NOLA).
В 2005 году вместе с Иваном Мороко написал песню «Забытая любовь», первым исполнителем которой стал известный латвийский певец Евгений Шур.
В 2015 году на стихи рижской поэтессы Жанны Данцевой, Анатолий написал цикл из пятнадцати песен для Эммануила и Ирины Виторган. Впоследствии они вошли в их двойной сольный альбом «За всё тебя благодарю».
За годы своей творческой деятельности Анатолий Хвойницкий написал более 100 песен, которые в разные годы пели Анатолий Кашепаров, Борис Грачевский и Екатерина Белоцерковская, Юлия Васильева, Сергей Ноябрьский, Наташа Галич, Илья Ваткин, Марина Герро, Слава Слушный и многие другие.
Сотрудничает с поэтами Жанной Данцевой, Сергеем Милёхиным, Ингой Кемель, Аркадием Кариевым, Александром Бушем. В последние годы автором написана музыка на стихи Эдуарда Асадова и Бориса Пастернака.
В настоящее время Анатолий является президентом Фонда своего отца, композитора Владимира Хвойницкого — за эти годы создано более 300 новых аранжировок песен, выпущено 5 CD Золотой коллекции автора, проводятся вечера его памяти и музыкальные конкурсы среди молодых талантливых вокалистов, исполняющих песни В.Хвойницкого.
Одновременно Анатолий Хвойницкий возглавляет в Риге свой музыкальный продюсерский центр и профессиональную студию звукозаписи.
Владеет собственной музыкальной гостиной в Риге, в котором проходят творческие вечера как известных, так и начинающих артистов и музыкантов, в том числе из союза композиторов Латвии.

## Популярные песни
- Моей маме (муз. и сл. А.Хвойницкого) — исп. Наташа Галич
- Забытая любовь (муз. И.Мороко, сл. А.Хвойницкого) — исп. Евгений Шур
- Промчались годы (муз. и сл. А.Хвойницкого) — исп. Анатолий Хвойницкий
- Два крыла (муз. А.Хвойницкого, сл. Ж.Данцевой) — исп. Эммануил и Ирина Виторган
- Хатынь (муз. А.Хвойницкого, сл. Ж.Данцевой) — исп. Анатолий Кашепаров
- Отец и дочь (муз. и сл. А.Хвойницкого) — исп. Карина и Анатолий Хвойницкие
- Новогодняя (муз. А.Хвойницкого, сл. Ж.Данцевой) — исп. Борис Грачевский и Екатерина Белоцерковская
- Только для тебя (муз. А.Хвойницкого, сл. Ж.Данцевой) — исп. Марина Герро
- Самая лучшая жена (муз. и сл. А.Хвойницкого) — исп. ансамбль «Мамин клуб»
- Опустевшие страницы (муз. А.Хвойницкого, сл. А.Буша) — исп. Сергей Ноябрьский
- Как много тех, с кем можно лечь в постель (муз. А.Хвойницкого, сл. Б.Пастернака) — исп. Наташа Галич
- Билет счастья (муз. А.Хвойницкого, сл. Ж.Данцевой) — исп. Илья Ваткин
- Мадам (муз. А.Хвойницкого, сл. Ж.Данцевой) — исп. Эммануил Виторган
- Под шум дождя (муз. А.Хвойницкого, сл. Ж.Данцевой) — исп. Марина Герро
- Пока мы живы (муз. А.Хвойницкого, сл. Э.Асадова) — исп. Наташа Галич
- Планета Ералаш (муз. А.Хвойницкого, сл. Ж.Данцевой) — исп. Борис Грачевский и Екатерина Белоцерковская
- У камина (муз. А.Хвойницкого, сл. Ж.Данцевой) — исп. Эммануил и Ирина Виторган
- Часы на реверс (муз.и сл. А.Ошерова и А.Хвойницкого) — исп. JYLLIA
- Я молчу о тебе (муз. А.Хвойницкого, сл. Ж.Данцевой) — исп. Наташа Галич и Анатолий Хвойницкий
- Позитив для амплуа (муз. А.Хвойницкого, сл. Ж.Данцевой) — исп. Эммануил и Ирина Виторган

## Статьи
Оксана Донич. Жизнь под музыку // Газета "Вести сегодня". — 2007. — Апрель.
Анжела Гаспарян. Шлягеры родом из Риги // Журнал "Класс!". — 2005. — Октябрь.
Майа Раутиан. Наследница по прямой // Журнал "Счастливые люди". — 2005. — Август.
Дмитрий Март. Крёстный отец искусства // Газета "Вести сегодня". — 2009. — Январь.
Оксана Донич. Отцы и дети // Журнал "Люблю". — 2008. — Март.
Наталья Баташева. Песня не расстанется с тобой // Газета "Телеграф". — 2008. — Июнь.
Инна Карпович. Вот так бывает // Газета "Вести". — 2007. — Ноябрь.